# اچ‌ام‌اس لنوکس (۱۷۵۸)
اچ‌ام‌اس لنوکس (۱۷۵۸) (به انگلیسی: HMS Lenox (1758)) یک کشتی بود که طول آن ۱۶۵ فوت ۶ اینچ (۵۰٫۴۴ متر) بود. این کشتی در سال ۱۷۵۸ ساخته شد.